# Kukavica
Kukavica (znanstveno ime Cuculus canorus) je ptič iz družine kukavic, ki gnezdi v Evropi in Aziji. Vrsta je znana predvsem po svojem značilnem oglašanju »ku-ku«, po katerem je dobila ime, in načinu zajedavstva, pri katerem samica »podtakne« jajce ptici druge vrste, ki potem skrbi za mladiča.

## Opis
Je srednje velik ptič, ki meri med 32 in 34 cm v dolžino in 55 do 60 cm preko peruti. Po obarvanosti in obliki telesa nekoliko spominja na ujede, kot sta skobec in kragulj: telo je vitko, z dolgim, zaokroženim repom in ostrimi konicami peruti, po vrhu monotono sivo, trebuh pa je bel z ozkimi črnimi prečnimi progami. Odrasli samci imajo sive prsi z ostrim robom med progasto obarvanostjo trebuha, pri samicah pa so prsi in grlo rjavkasto obarvane in progaste (sicer manj očitno kot trebuh). Obstaja še ena barvna forma samic, pri katerih je celotna zgornja stran rjasto obarvana in pogosto tudi progasta. Barva mladičev je raznolika, od skrilasto sive do rjaste, pogosto so progasti po vsem telesu, najzanesljiveje pa jih je možno prepoznati po beli lisi na temenu.
Letijo z enakomernim zamahovanjem s krili. Odrasle kukavice je v letu možno ločiti od ujed tudi po tem, da je celoten zamah krila pod vodoravno ravnino. Pogosto se zadržujejo na odprtem, s povešenimi krili in rahlo privzdignjenim repom na električnem drogu ali podobnem počivališču. Samci se med paritveno sezono s takih mest oglašajo z značilnim dvozložnim »ku-ku« s poudarjenim prvim zlogom, ki ga ponavljajo vsako sekundo do sekundo in pol v serijah po 10–20 klicev in nekajsekundno pavzo med serijami.

## Življenjske navade
Prehranjuje se skoraj izključno z žuželkami, ki jih pobira z rastlinja. V prehrani prevladujejo gosenice, posebej take z neužitnimi ščetinami, lahko tudi svarilno obarvane, ki se jih drugi ptiči izogibajo, pomemben del plena pa predstavljajo tudi hrošči.
Kukavica je selivka, ki prezimuje v tropih, zgodaj spomladi pa se vrne na območje gnezditve in prične razmnoževati. Kot sorodne vrste izvaja posebno vrsto zajedavstva, pri katerem samica »podtakne« svoje jajce ptici druge vrste, ki potem skrbi za mladiča. Gre za t. i. parazitizem zaroda, ki je oblika kleptoparazitizma. Znanih je več kot 100 vrst gostiteljev samo v Evropi, pri čemer v Srednji Evropi najpogosteje odlaga jajca v gnezda vrtne penice, travniške cipe, bele pastirice in taščice. Samica izleže po eno jajce v vsako gnezdo gostitelja, hkrati pa odnese eno njegovo. Zaradi podobnost ujedi je manj verjetnosti, da jo bo žrtev napadla. Posamezne samice preferirajo določeno vrsto gostitelja, saj ležejo jajca, ki so najbolj podobna jajcem te vrste. Če se preveč razlikujejo, jih gostitelj prepozna in izvrže iz gnezda. Mladiči se izležejo po 11 do 13 dneh in so v začetku goli ter nebogljeni. Mladič kukavice se izleže hitreje od gostiteljevih mladičev. Kmalu po izvalitvi metodično pomeče gostiteljeva druga jajca ali morebitne že izvaljene mladiče iz gnezda, tako da prevzame vso pozornost »posvojenih« staršev. Presenetljivo je, da lahko gostitelj razloči tuje jajce že po drobnih razlikah, mladič pa se močno razlikuje od gostiteljevih, a ga kljub temu le-ta hrani kot svojega in ne zazna niti tega, da je število mladičev manjše - v gnezdo prinaša toliko hrane kot bi je na primer štirim svojim mladičem. Domnevajo, da se to zgodi zato, ker mladič kukavice gostiteljem daje zanje nenaravno močne signale, ki jih neustavljivo spodbujajo k hranjenju - ogromno rdeče žrelo in glasno oglašanje kukavičjega mladiča, ki posnema prosjačenje celega gnezda mladičev. V gnezdu ostane 17 do 21 dni, dlje od gostiteljevih lastnih mladičev in lahko po velikosti bistveno preseže odraslega gostitelja. Po tistem, ko se spelje iz gnezda, ga lahko gostitelj hrani še do šest tednov, čeprav je mnogo aktivnejši od njegovih lastnih mladičev.
Samica se prične razmnoževati pri dveh letih starosti in lahko na leto izleže jajca v tudi do 50 gnezd.

## Taksonomija in razširjenost
Gnezdi po vsej Evraziji, prezimuje pa v Afriki in Južni Aziji. Posamezni osebki se klatijo na daljše razdalje in so jih opazili tudi na drugi strani Atlantika, na Karibih, v Združenih državah Amerike in na Grenlandiji. Samo velikost evropske populacije ocenjujejo na 4,2 do 8,6 milijonov parov, zato ne velja za ogroženo. Uspeva v zelo različnih habitatih, od iglastih in listnatih gozdov do kulturne krajine z redko posejanim drevjem in mejicami ter mokrišč, odsotna pa je v strnjenih gozdovih, puščavah in gostejših naseljih. Bolj kot habitatni tip je pomembna prisotnost plena, gostiteljskih vrst in počivališč, s katerih se samci oglašajo.
Prepoznane so štiri geografsko ločene podvrste:
- C. c. canorus Linnaeus, 1758 - od Britanskega otočja preko severne Rusije in Sibirije do Japonske na vzhodu, po južnem delu pa od Pirenejev preko Turčije, Kazahstana, Mongolije in severnega dela Kitajske do Korejskega polotoka. Prezimuje v Južni Aziji in Afriki.
- C. c. bakeri Hartert, 1912 - zahodna Kitajska do vznožja Himalaje v severni Indiji, Nepal, Burma in severozahodna Tajska. Prezimuje na vzhodu Indije, v Bangladešu in po Jugovzhodni Aziji.
- C. c. bangsi Oberholser, 1919 - gnezdi na Iberskem polotoku, Balearih in v Severni Afriki, prezimuje v Afriki.
- C. c. subtelephonus Zarudni, 1914 - gnezdi v Osrednji Aziji od Turkestana do juga Mongolije, prezimuje v Južni Aziji in Afriki.